# 血液神経関門
血液神経関門（blood-nerve barrier、BNB）とは血液と末梢神経幹の間にあるバリアシステムである。血液脳関門とともに神経系のバリアシステムとして知られている。

## 神経系のバリアシステム
神経系のバリアシステムとしては血液脳関門（blood-brain barrier、BBB）、血液脳脊髄液関門（blood-cerebrospinal fluid barrier、BCSFB）、血液神経関門（blood-nerve barrier、BNB）、血液網膜関門（blood-retinal barrier、BRB）、血液脊髄関門（blood-spinal cord barrier）、血液迷路関門（blood-labyrinth barrier）などがblood-neural barrierとして総称されている。blood-neural barrierはただの障壁ではなく必要なものを能動的に取り込み、不要物を積極的に輩出する機能を持ち合わせた優れたインターフェイスである。しかし、不要物の排泄や有用な神経栄養因子の供給を妨げることから、末梢神経再生の障壁ともなる。

## 構造

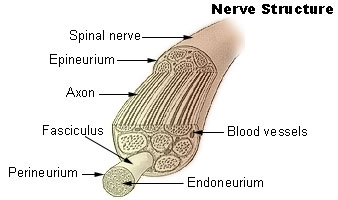
末梢神経の構造

末梢神経には軸索、2つの支持細胞、3つの結合組織性の被膜、および血管が含まれる。支持細胞はシュワン細胞と神経節の衛星細胞がある。結合組織性の被膜には神経上膜（epinerium）、神経周膜（perineurium）や神経内膜（endoneurium）がある。末梢神経の神経内膜内微小血管は無窓型血管内皮で内腔は閉鎖帯で互いに連結している。神経上膜は1型コラーゲンと線維芽細胞からなり神経全体を包む。神経周膜は軸索線維をいくつかの繊維束に束ねる膜である。数層の同心円状に配列する線維芽細胞の層が神経周膜を形成する。この線維芽細胞は他所ではみられない2つの特徴がある。それは基底板が線維芽細胞の外層に存在すること、線維芽細胞同士が閉鎖帯で結合している点である。神経内膜は1本、1本の軸索とそれに伴うシュワン細胞を囲んでおり3型コラーゲンと少量の線維芽細胞からなる。
末梢神経幹は二箇所ある強固な血液神経関門により内部環境が保護されている。１つは神経内膜微小血管で血管内スペースと神経内膜組織（末梢神経系実質）を隔てる。もう1つは神経周膜で末梢神経外の細胞外組織と神経内膜組織を隔てる。

### 神経内膜内微小血管
神経内膜内微小血管に存在する血液神経関門構成細胞は血管内皮細胞と周皮細胞（ペリサイト）の2種類である。隣接する内皮細胞はタイトジャンクションにより連結されて一層の管腔を形成し、その外側にペリサイトが張り付くという形が血液神経関門の基本構造である。この2種類の細胞は共通の1枚の基底膜で覆われており内皮細胞とペリサイトとの間も同じ基底膜で隔たれている。内皮細胞とペリサイトは直接細胞膜同士の接着はない。血液神経関門を構成する微小血管内皮細胞は非バリア性の内皮細胞と比較して以下の4つの特徴が知られている。まず無窓である。そしてピノサイトーシスが極めて少ない、隣接する内皮細胞間で高度に複雑で連続性のあるタイトジャンクションをもつ。また各種トランスポーター、レセプターを発現し、特有の物質輸送系をもつ。この4つの特徴は血液脳関門と共通する。また神経系の内皮細胞はペリサイトが豊富という点も特徴とされている。

### 神経周膜

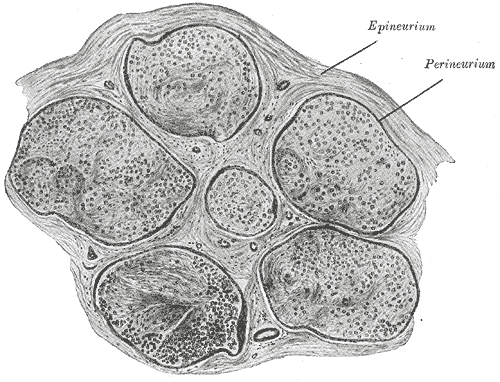
神経周膜（Perineurium）

神経周膜（Perineurium）は神経内膜を同心円状に取り囲む構造であり複数列の神経周膜層とその間を埋める結合組織からなる。神経周膜層は1～15層と幅がある。隣接する神経周膜細胞同士はタイトジャンクションでしっかりと結合している最内層（神経内膜に接する）の神経周膜層のタイトジャンクションが液性因子の流入・流出を食い止めるバリアとして機能する。神経周膜細胞は扁平な鱗状の細胞で、以前は上皮細胞に起源を持つ細胞と考えられていた。現在では線維芽細胞起源の細胞と考えられているが神経上膜や神経内膜に存在する線維芽細胞と異なり両側を基底膜で覆われるという際立った特徴がある。神経周膜細胞間のタイトジャンクションには内皮細胞と同様のタイトジャンクション関連分子、例えばVE-カドヘリン、オクルディン、クローディン-1などが発現している。クローディン-5は存在しない。

## 脆弱な部位
末梢神経の近位端と遠位端
末梢神経の近位端と遠位端に血液神経関門が脆弱あるいは存在しないと考えられる部位がある。近位端の神経周膜は神経根部で神経根を取り囲む神経鞘に移行する。神経鞘は脳軟膜に類似した構造をもっておりところどころで連続性が途絶えて脳脊髄液腔と末梢神経実質との間に自由な交通路を生んでいる。そのため神経周膜管を満たす液体は脳脊髄液である。そのため末梢神経の遠位端まで髄腋が流れている可能性がある。神経根部の微小血管バリアについては神経幹と同程度に強固という節からバリア機能は低いというものまで様々である。また遠位端に関しては神経周膜が末梢神経遠位部のどこまで覆っているのかは定説がない。
神経節
神経節は血液神経関門が脆弱あるいは存在しないと考えられる。神経節全体は結合固有組織性の被膜に包まれる。被膜の外層は大量の膠原線維と線維芽細胞からなり神経上膜と言われる。被膜の内層は数層の扁平な細胞からなり神経周膜とよばれる。神経細胞体は大きさが著しく不揃いであるがいずれも豊かな細胞質の中に丸く大きい核をもち、核小体が明瞭である。神経細胞体のまわりは1層の衛星細胞（外套細胞）に囲まれている。衛星細胞の核は神経細胞のそれよりも小さく、形も不規則である。散在する神経細胞の間には、そこから出て複雑に走る神経線維の束やそれを包むシュワン細胞が数多く見られる。その他、結合組織細胞、膠原線維、血管が存在するがHE染色では結合組織細胞（線維芽細胞）の核とシュワン細胞の核は区別がつきにくい。後根神経節や自律神経節では、神経周膜層は極めて強固であるのに対して微小血管内皮細胞は有窓性で細胞間に多数のcleftがあり、内皮細胞からなる血液神経関門はこの部位では存在しないと考えられる。
神経節には脳脊髄神経節と自律神経節がある。脳脊髄神経節とは脊髄の後根にある後根神経節（脊髄神経節）と一部の脳神経の途中にある知覚性神経節である。後者には三叉神経に付属する上神経節と下神経節、顔面神経に付属する膝神経節、内耳神経の蝸牛神経部に付属するらせん神経節、内耳神経の前庭神経部に付属する前庭神経節などがある。これらの神経節は神経細胞体の集合と出入りする神経線維、その間にある結合固有組織からなるらせん神経節と前庭神経節だけは双極性ニューロンからなるがそれ以外の脊髄および知覚性神経節は偽単極性ニューロンからなる。自律神経節には交感神経幹を形成する幹神経節、腹部の動脈を取り巻く神経叢に混在する椎前神経節、内臓器官の内部や壁にみられる壁内神経節、一部の脳神経に属する副交感神経節などがある。交感神経幹にある神経節は大きく、内臓の内部や壁にみられるものは神経叢の中にあって小さい。小さな自律神経節では衛星細胞や被膜が認められないこともある。たとえば消化管の壁にある筋間神経叢や粘膜下神経叢では被膜は不明瞭である。

## 破綻のメカニズム
血液神経関門の破綻のメカニズムには2つ知られている。1つは単核球のバリアを超えた神経実質内への侵入、もうひとつは血液神経関門を構成する内皮細胞間、あるいは神経周膜細胞間のタイトジャンクションの破壊・機能不全を介した液性因子の神経実質内の流入である。これらの詳細なメカニズムは血液脳関門で研究されており血液神経関門での詳細は不明である。神経周膜細胞間のタイトジャンクションの破壊による液性因子の神経実質内流入が血液神経関門での特有な病態となる。しかし周膜のタイトジャンクションは極めて強力であり通常は血液神経関門破壊による液性成分の漏出は血管内皮細胞の破壊によると考えてほとんど支障はないとされている。